# 이장수 (방송인)
이장수(李章洙, 1960년 4월 5일 ~ )는 대한민국 드라마 연출자이자 드라마 제작사 로고스필름 프로덕션 대표이다.

## 학력
- 인하대학교 토목공학과 학사
- 횃불트리니티신학대학원대학교 일반신학 석사

## 경력
- MBC 드라마본부 프로듀서
- SBS 드라마본부 프로듀서
- CGN TV 제작 자문 위원장
- 한국 방송 프로듀서 연합회 회원
- 한국 드라마 제작사 협회 이사
- 한국 저작권 협회 회원
- MBC Fellowship 회원
- SBS 사우회 회원
- 로고스필름 대표이사 사장

## 작품 활동

### 연출
- 1991 SBS 일요아침극장 <사랑의 풍차>
- 1992 SBS 설날특집드라마 <청실홍실>
- 1992 SBS 월요극장 <금잔화>
- 1992 SBS 주말극장 <모래위의 욕망>
- 1993 SBS 테마시리즈 <사랑이라 부르는 것>
- 1993 SBS 창사특집드라마 <촛불 켜는 사람들>
- 1994 SBS 드라마스페셜 <도깨비가 간다>
- 1995 SBS 특별기획 <아스팔트 사나이>
- 1996 SBS 설날특집드라마 <곰탕>
- 1997 SBS 특별기획 <아름다운 그녀>
- 1997 SBS 70분드라마 <나는 원한다>
- 1997 SBS 창사특집드라마 <새끼>
- 1998 SBS 주말극장 <사랑해 사랑해>
- 1999 영화 <러브>
- 2001 SBS 드라마스페셜 <아름다운 날들>
- 2002 SBS 드라마스페셜 <별을 쏘다>
- 2003 SBS 드라마스페셜 <천국의 계단>
- 2004 SBS 드라마스페셜 <러브스토리 인 하버드>
- 2006 SBS 드라마스페셜 <천국의 나무>
- 2009 텔레시네마 <내 눈에 콩깍지>
- 2009 텔레시네마 <낙원 파라다이스>
- 2010 MBC 수목드라마 특별기획 <로드 넘버 원>

### 집필
- 《미워했다면 사랑한 것이다》(2014년, 홍익출판사)
- 《스무살까지만 살고 싶어요》[1](1990년, 야정문화사) - 김창완·이장수 엮음
- SBS 70분드라마 《나는 원한다》 극본[2]

### 제작
- 2003 SBS 특별기획드라마 <스크린>
- 2003 SBS 드라마스페셜 <천국의 계단>
- 2004 SBS 수목드라마 <마지막 춤은 나와 함께>
- 2004 SBS 드라마스페셜 <러브스토리 인 하버드>
- 2005 SBS 수목드라마 특별기획 <해변으로 가요>
- 2005 SBS 드라마스페셜 <사랑은 기적이 필요해>
- 2006 SBS 드라마스페셜 <천국의 나무>
- 2006 MBC 주말특별기획 <발칙한 여자들>
- 2008 MBC 주말특별기획 <내 생애 마지막 스캔들>
- 2008 채널 CGV 오리지널 드라마 <리틀맘 스캔들>
- 2009 SBS 특별기획 <그대 웃어요>
- 2010 MBC 특별기획 <로드 넘버 원>
- 2011 MBC 주말특별기획 <내 마음이 들리니>
- 2011 채널A 주말특별기획 <천상의 화원 곰배령>
- 2011 채널A 월화 미니시리즈 <컬러 오브 우먼>
- 2011 MBN 일일시트콤 <왔어 왔어 제대로 왔어>
- 2012 KBS 주말연속극 <넝쿨째 굴러온 당신>
- 2012 JTBC 월화 미니시리즈 <해피엔딩>
- 2013 KBS 월화드라마 <굿 닥터>
- 2013 JTBC 월화 미니시리즈 <그녀의 신화>
- 2013 연극 <급매 행복아파트 1004호>
- 2014 SBS 주말극장 <기분 좋은 날>
- 2015 SBS 드라마스페셜 <리멤버 - 아들의 전쟁>
- 2016 KBS 수목드라마 <오 마이 금비>
- 2017 KBS 수목드라마 <김과장>
- 2018 tvN 월화드라마 <크로스>
- 2018 tvN 토일드라마 <무법 변호사>
- 2019 tvN 수목드라마 <청일전자 미쓰리>
- 2019 tvN 월화드라마 <유령을 잡아라>
- 2021 tvN 토일드라마 <빈센조>
- 2021 KBS2 월화드라마 <경찰수업>
- 2022 tvN 월화드라마 <군검사 도베르만>

## 수상
- 1988 한국노랫말대상 아름다운 노랫말상
- 1990 MBC 3/4분기 프로그램 평가심의 TV제작부문 작품상
- 1992 SBS 2/4분기 프로그램 평가심의 연출부문 평가상
- 1993 SBS 4/4분기 프로그램 평가심의 연출부문 평가상
- 1995 제28회 휴스턴국제영화제 TV부문 특별상
- 1996 뉴욕페스티벌 TV부문 특별상
- 1997 제30회 휴스턴국제영화제 TV부문 금상
- 1998 제34회 백상예술대상 TV부문 대상 및 연출상
- 2001 SBS 상반기 프로그램 평가심의 작품상
- 2002 SBS 하반기 프로그램 평가심의 작품상
- 2004 제2회 앙드레김 베스트 스타 어워드 TV부문
- 2011 문화체육관광부장관 표창
- 2012 제5회 코리아드라마어워즈 작품상
- 2014 제50회 백상예술대상 TV부문 작품상
- 2017 방송진흥유공자 대통령표창
- 2017 제10회 코리아드라마페스티벌 프로듀서상